# Колхицин
Колхици́н — алкалоид трополонового ряда, основной представитель семейства колхициновых алкалоидов (гомоморфинанов).

## Производство колхицина из растений
Колхицин выделяется из растений родов Colchicum, Merendera и Gloriosa семейства Безвременниковые (Colchicaceae).
Наиболее известный источник колхицина — безвременник осенний (Colchicum autumnale L.).

## Биосинтез колхицина
Биосинтез колхицина в растениях идёт, подобно морфинановым алкалоидам, из фенилаланина и тирозина через гомоморфинандиеноны.

## Применение колхицина для получения полиплоидных форм растений
Популярный мутаген. Является сильным антимитотиком, связывающимся с белком тубулином, образующим микротрубочки, и, вследствие этого, блокирующим деление клеток на стадии метафазы. Применяется (наравне с колхамином — деацетилированным производным колхицина) для получения полиплоидных форм растений и кариотипирования.
После обработки колхицином образуются преимущественно миксоплоидные растения. Реже возникают переклинальные и секториальные химеры. Однако в процессе онтогенеза миксоплоидных растений мозаика химерности меняется, и в результате чаще всего обнаруживаются периклинальные химеры. В дальнейшем может происходить «расхимеривание».
C 1970-х годов используется в селекции фаленопсисов и других орхидных.

## Медицинское применение

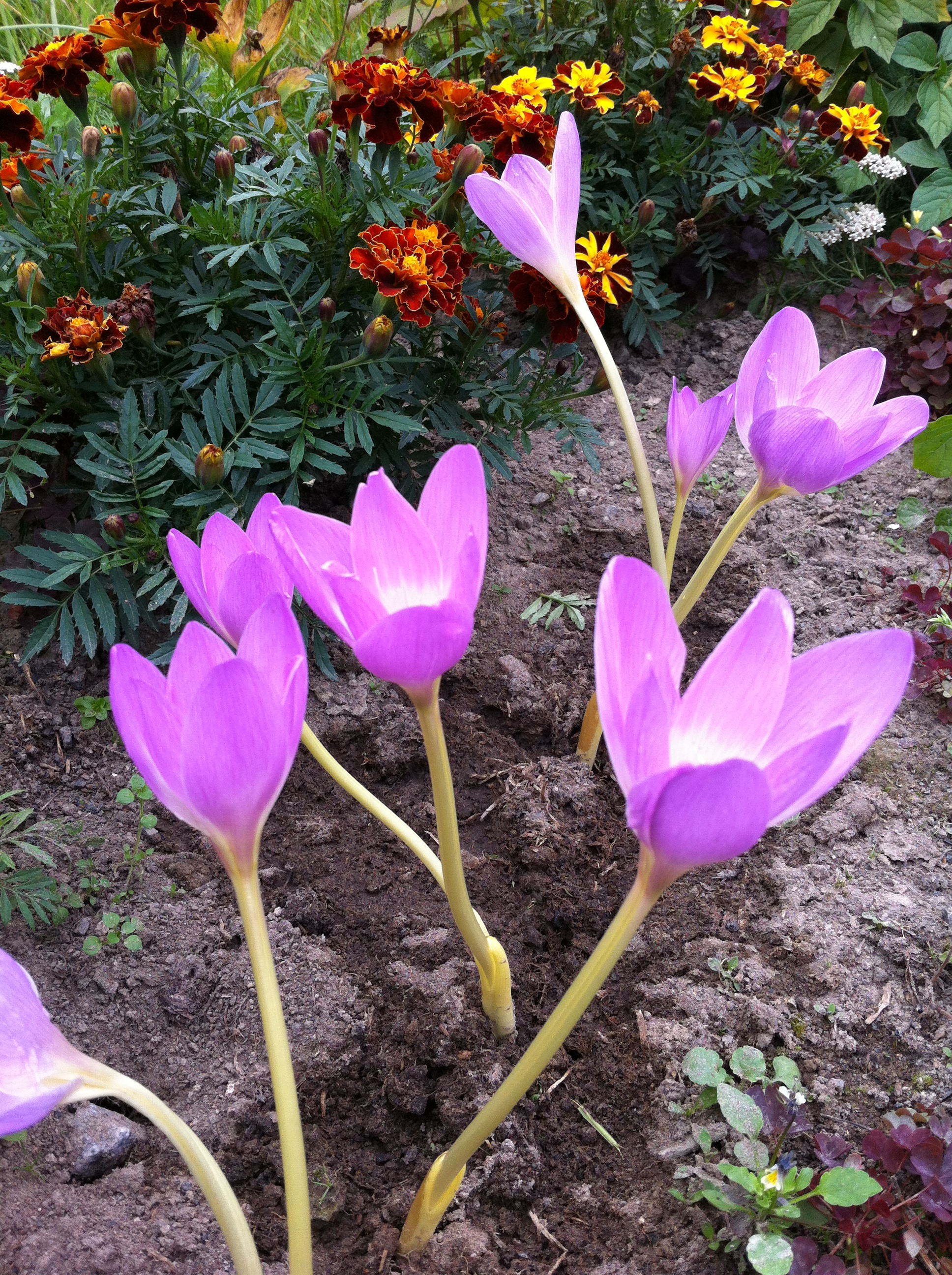
Безвременник осенний в саду

Колхицин используют для лечения подагры (для уменьшения боли) и профилактики амилоидоза при семейной средиземноморской лихорадке.
Колхицин также изучается в клинических исследованиях на предмет возможного применения в лечении COVID-19. 